# 埃默
埃默（法語：Eymeux，法語發音：[ɛmø]）是法国德龙省的一个市镇，属于瓦朗斯区。

## 地理
埃默（45°4'41"N, 5°10'42"E）面积9.88 平方千米，位于法国奥弗涅-罗讷-阿尔卑斯大区德龙省，该省份为法国东南部内陆省份，北起顺时针与伊泽尔省、上阿尔卑斯省、上普罗旺斯阿尔卑斯省、沃克吕兹省和阿尔代什省接壤。
与埃默接壤的市镇（或旧市镇、城区）包括：拉博姆多斯坦、博尔加尔巴雷、奥斯坦、圣保罗莱罗芒、雅扬、圣拉捷。

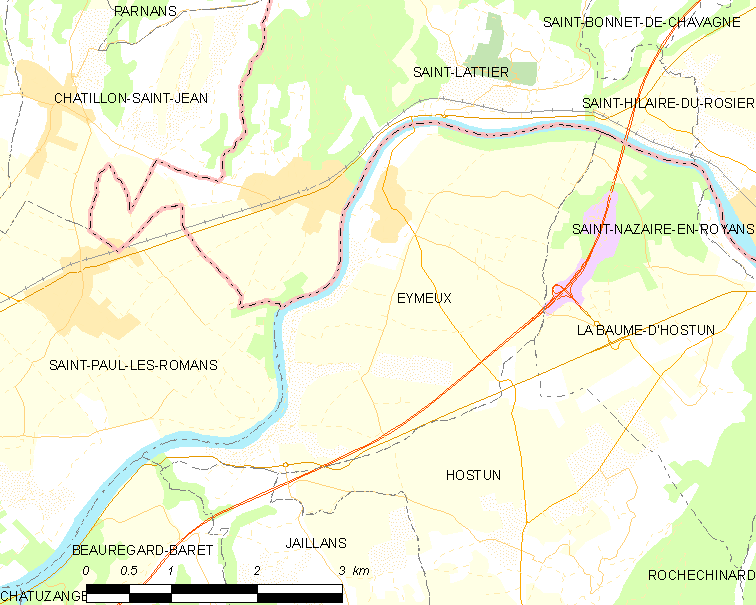
埃默的OSM定位图

埃默的时区为UTC+01:00、UTC+02:00（夏令时）。

## 行政
埃默的邮政编码为26730，INSEE市镇编码为26129。

## 政治
埃默所属的省级选区为韦科尔-晨山县。

## 人口

1962-2008年间埃默人口变化图示

埃默于2022年1月1日时的人口数量为1083人。